# Talleres ferroviarios de Tafí Viejo

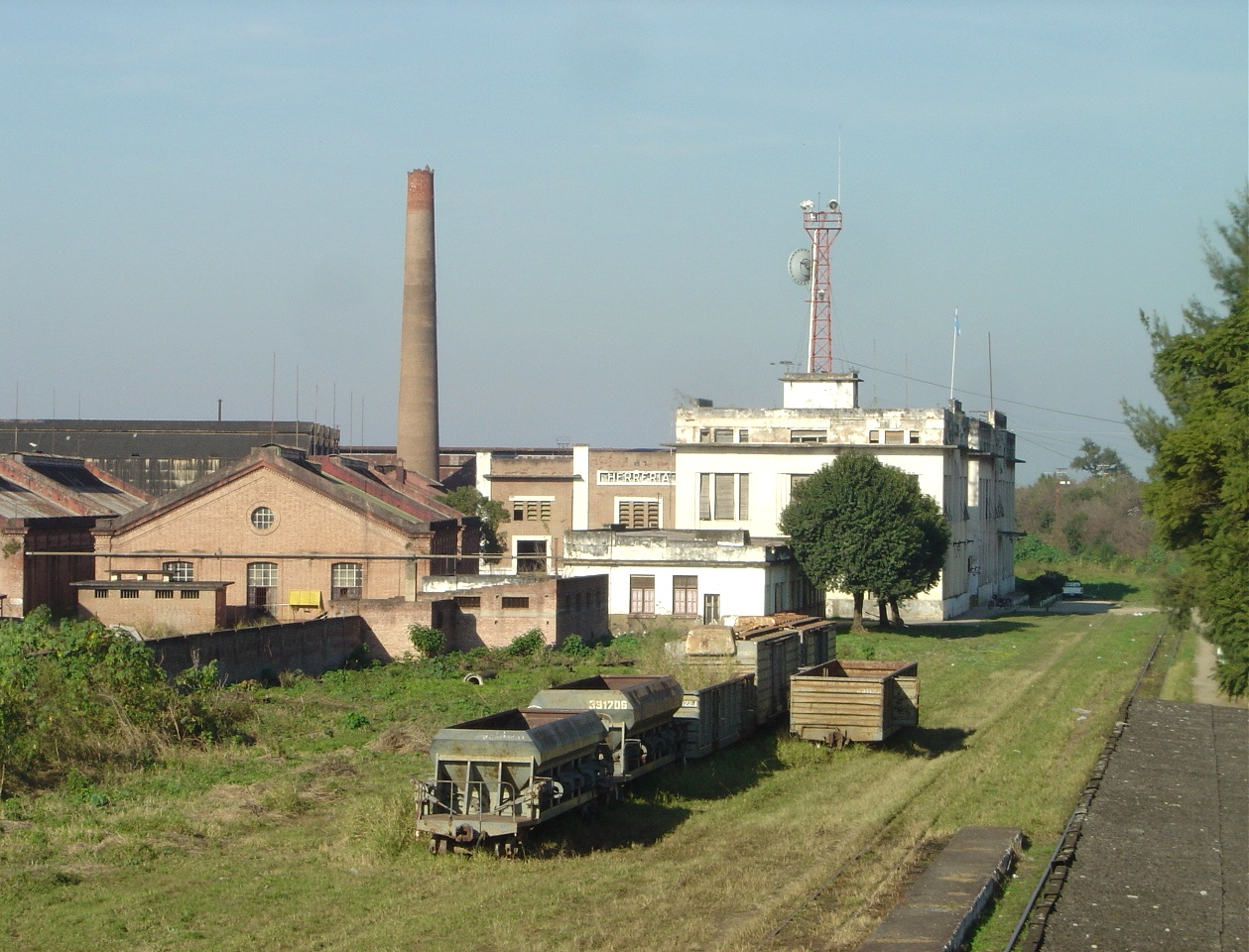
Vista parcial de los talleres.

Los Talleres Ferroviarios de Tafí Viejo están ubicados en la ciudad homónima de la provincia argentina de Tucumán. Fueron cerrados durante la dictadura militar denominada Proceso de Reorganización Nacional en julio de 1980 y reabiertos en 1984.
Los talleres fueron considerados los mejores de Sudamérica y más de 5.600 personas llegaron a trabajar en la planta entre 1950 y 1953 durante el auge ferroviario argentino. En 1980, ya lejos de sus tiempos dorados, los talleres fueron cerrados durante la dictadura militar y reabiertos brevemente en 1984. Más tarde, en los 90 la planta fue saqueada y desguasada, y quedaron en la calle más de 300 familias.

## Historia

### Fundación
Inicialmente Talleres Ferroviarios del Estado, su construcción comenzó en 1902 en la ciudad de Tafí Viejo, incipiente pueblo veraniego ubicado 15 km al noroeste de la capital provincial San Miguel de Tucumán, al pie de la sierra de Taficillo. Fueron inaugurados en 1910 con motivo del centenario de la Revolución de Mayo.
El 5 de mayo de 1904, el contrato parcial, establecida la cantidad de 931.243,38 pesos moneda nacional oro para la construcción de los talleres taficeños.  Con el advenimiento de la fábrica ferroviaria -recién a fines de 1912 comenzó a funcionar normalmente con el ingeniero Elías Thomas, como primer jefe de esa dependencia-, llegaron a Tafí Viejo una gran cantidad de inmigrantes. Ellos construyeron sus casas un poco emulando a las que habitaron en sus países de origen.

### Los talleres durante los años 50
Tras la nacionalización de los ferrocarriles, pasaron a pertenecer al Ferrocarril General Belgrano de los Ferrocarriles Argentinos, llegando a emplear en 1950 a 5.663 trabajadores que producían 24 vagones de carga, 11 coches de pasajeros y 2 locomotoras a vapor por mes, además de 5 toneladas de repuestos varios para el material rodante de ese ferrocarril de trocha métrica, que recorre 14 provincias de la Argentina. Numerosas instituciones deportivas, sociales y culturales nacieron al calor de los Talleres, que se transformaron en el corazón de Tafí Viejo.
A comienzos de la década del 50 ese centro fabril, que ocupa un predio de 22 hectáreas con 100.000 metros cuadrados cubiertos y contiguo a la estación homónima del Ramal - C troncal, del Ferrocarril Central Norte, fue considerado como el mejor taller ferroviario de Sudamérica. Unas 5.663 personas llegaron a trabajar entre 1950 y 1953.

### Dictadura militar y primer cierre
Fueron cerrados durante la dictadura militar denominada Proceso de Reorganización Nacional en julio de 1980. Durante la dictadura fueron detenidos-desaparecidos varios trabajadores de los talleres, entre ellos  Manuel Ángel González, carpintero de los talleres desaparecido en febrero de 1976 y  Samuel Gerónimo Romero, obrero de los talleres, cuyos restos fueron identificados recientemente en el Pozo de Vargas.

### Reapertura por el presidente Raúl Alfonsín y vuelta a la producción
El día sábado, 3 de agosto de 1984 el presidente de la Nación, Dr. Raúl Alfonsín (UCR) encabezó un acto en el cual procedió a la reapertura de los talleres de Tafí Viejo, cumpliendo de esta forma con su promesa de campaña. Para el acto, Alfonsín llegó al playón de los talleres en el tren presidencial, desde el mismo que había saludado a miles de personas que se encontraban a la vera de las vías.  En su discurso inaugural Alfonsín manifestó, entre otras, las siguientes palabras: "es Tafí Viejo el que abre los talleres. Esto es la obra de todos, no de un gobierno. Es la obra de la democracia.”
Sin embargo, es menester señalar que el proceso de reapertura de los talleres había comenzado un tiempo atrás, hacia finales de 1982, cuando el régimen militar ya transitaba sus últimos días. Por entonces los partidos políticos se preparaban para el inminente llamado a elecciones, y es cuando Raúl Alfonsín terminó vinculándose a un grupo de ex obreros de los talleres de Tafí Viejo, los que aprovechando el paso por Tucumán del futuro presidente, lo llevaron de visita a ellos, ocasionando que Alfonsín, conmovido ante lo que observaba y viendo la potencialidad de las instalaciones, se comprometiese, de ser ungido presidente, en reabrirlos.
Inmediatamente después de la reapertura de los talleres, se procedió a realizar una importante inversión en ellos y a reincorporar a 300 empleados especializados, los que habían sido cesanteados en la época de su cierre durante el régimen militar.
Durante esta época se fabricaron o intervinieron más de 1500 unidades, destacándose los reconocidos vagones vivienda metálicos de entonces. También se preparó un sector dedicado especialmente a trozar durmientes de descarte para ser empleados para calefacción. Un modelo de reutilización de insumos.
Un ejemplo del alto grado de avance tecnológico logrado durante este período, lo demuestra el hecho de que hasta se llegaron a realizar estudios y trabajos sobre unidades seleccionadas, para ser reformadas o readaptadas para optimizar su uso.
En 1989 asume la presidencia Carlos Menem (PJ), y en 1993 los talleres fueron trasladados a la órbita de la provincia de Tucumán, como parte del proceso de reformas encaradas por este presidente, el que junto al gobernador tucumano Antonio Domingo Bussi, ordena nuevamente su cierre en el año 1996. El exgobernador de facto Antonio Bussi terminó por destruir las esperanzas de los trabajadores, mediante la instalación de una cooperativa que, entre 1994 y 1996, se encargaría de saquear y desguazar la planta y dejar en la calle a más de 300 familias.
En 2000 con una desocupación provincial cercana al 40 por ciento durante esos años, los trabajadores despedidos iniciaron una lucha sostenida para recuperar la fuente de trabajo. Tras la caída del gobierno de Fernando de la Rúa, la asamblea vecinal Fuerzas Vivas se hizo cargo del reclamo y consiguió avanzar en las negociaciones para la reapertura.

### Reinauguración por el presidente Néstor Kirchner
El 30 de septiembre de 2003, el presidente Néstor Kirchner anunció la reapertura de los Talleres Ferroviarios y la rehabilitación progresiva de las líneas de producción de los Talleres. La empresa Ferrocarril General Belgrano S.A. –cuyas líneas cruzan el noroeste argentino- quedó a cargo de la creación de una unidad de gestión para volver a poner en funcionamiento la línea productiva, inversión de 14 millones de pesos que ya se concluyó.
El 28 de octubre de 2008, a distancia, desde la Ciudad de Buenos Aires, la presidenta Cristina Fernández de Kirchner anunció la reapertura de más talleres, en la que se destinarán 13 millones de pesos. En una reunión entre el ministro del Interior, Florencio Randazzo y el gobernador de Tucumán, José Alperovich, se anunció el giro de los primeros fondos para la reactivación de los talleres. Finalmente en 2014 volvieron a abrir, el Instituto Nacional de Tecnología Industrial (INTI) firmó un proyecto de transferencia tecnológica para implementar en la reparación o construcción de los vagones.
Actualmente, en los talleres trabajan 110 operarios y se prevé duplicar en breve la cantidad de empleos, el parque de vagones de carga en el país es de 1800 y la meta para 2020 es llevarlo a 4.000. La actividad en Tafí Viejo se orienta, en una primera etapa, hacia la empresa estatal Belgrano Cargas y Logística, que reconstruye vagones cargueros destinados al transporte de granos y extracciones de las mineras de Salta, Tucumán, Santiago, Chaco y Santa Fe.
Hasta principios de 2015 solo se repararán en Tafí Viejo vagones de cargas. Para ese año estimaba terminar entre 300 y 400 vagones, por lo general cerealeros con tolveras laterales. Y en los próximos dos años se proyectó superar los 800. El objetivo es transportar 970.000 toneladas de carga por año y en el 2020 alcanzar los 10 millones de toneladas.